# کوناردو
کوناردو (به ایتالیایی: Cunardo) یک کومونه در ایتالیا است که در استان وارزه واقع شده‌است.

## خصوصیات
کوناردو ۶٫۰ کیلومترمربع مساحت و ۲٬۷۸۹ نفر جمعیت دارد و ۴۵۰ متر بالاتر از سطح دریا واقع شده‌است.